# Felix Fuchssteiner

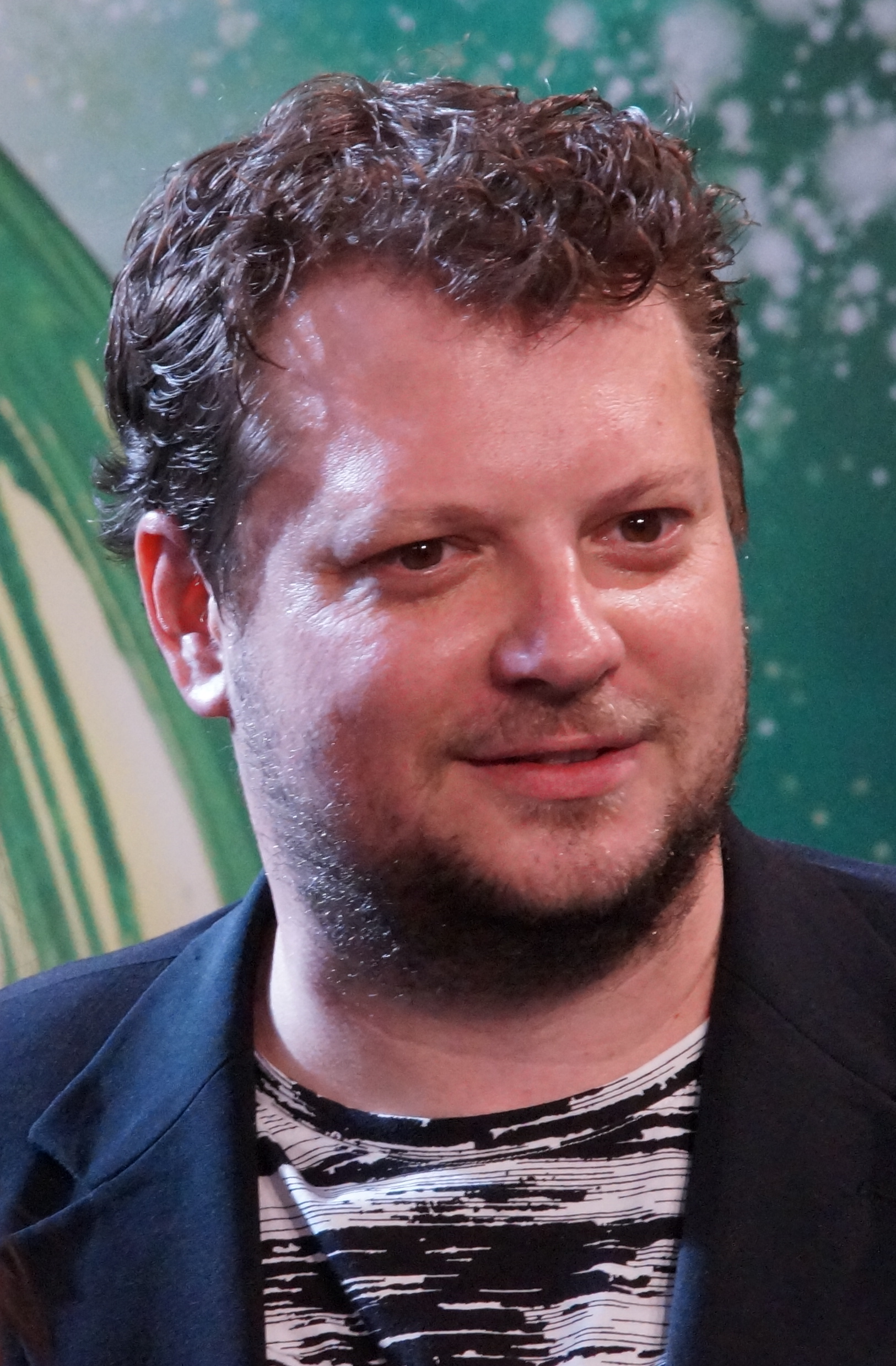
Felix Fuchssteiner bei der Deutschlandpremiere von Smaragdgrün, Juni 2016.

Felix Fuchssteiner (* 22. August 1975 in Paderborn) ist ein deutscher Regisseur, Drehbuchautor und Filmproduzent.

## Leben
Fuchssteiner ist in Deutschland und den USA aufgewachsen.
Von 1992 bis 1996 war er freier Journalist für die Frankfurter Allgemeine Zeitung. Regelmäßige Veröffentlichungen hatte er unter anderem in: Die Zeit, Fotomagazin, Frankfurter Allgemeine Sonntagszeitung.
Ab 1995 absolvierte er ein Regie-Studium an der Hochschule für Fernsehen und Film München, das er 2003 mit dem Kurzfilm Die Kurve abschloss. Die Koproduktion mit dem Bayerischen Rundfunk und Arte gewann zahlreiche Preise. 1997 gründete er die Firma mem-film GmbH.
2004 arbeitete er als Regisseur bei Verbotene Liebe.
2008 drehte er den Kinofilm Draußen am See, der 2009 auf dem Filmfest München als Premiere gezeigt wurde und dort den Förderpreis deutscher Film für die beste Produktion und die beste Schauspielerin gewann.
2013 kam die viel beachtete Fantasy-Verfilmung Rubinrot in die Kinos. Die Fortsetzungen Saphirblau (August 2014) und Smaragdgrün (2016) folgten.

## Filmografie

### Als Regisseur
- 2003: Die Kurve
- 2004: Verbotene Liebe (Fernsehserie)
- 2009: Draußen am See (auch Drehbuch)
- 2012: Rubinrot
- 2014: Saphirblau
- 2016: Smaragdgrün (auch Drehbuch)

### Als Produzent
- 2003: Die Kurve
- 2005: Gefühlte Temperatur
- 2009: Draußen am See (auch Drehbuch)
- 2013: Rubinrot (auch Drehbuch)
- 2016: Smaragdgrün (auch Drehbuch)